# Montchaibeux
Montchaibeux est un lieu-dit et une petite colline culminant à 628 m d'altitude sur les communes de Rossemaison (versant ouest et sommet), de Courrendlin (versant est) et de Châtillon (piémont sud) dans le canton du Jura (Suisse), au sud de Delémont.
Elle occupe une position privilégiée à l'entrée du défilé de Courrendlin et domine la vallée de Delémont et est entourée par les villages de Rossemaison, Châtillon, Courrendlin et de la ville de Delémont.
L'origine du nom est discutée, elle vient soit du latin montem capitosum (« monticule élevé ») soit du patois mont tchaibie (« mont qui aurait été essarté »).